# 用心良苦
《用心良苦》是臺灣男歌手兼唱作人張宇的第二張專輯，同名主打歌《用心良苦》一時在KTV傳唱，可謂張宇最重要的作品，并被很多华语歌手如王菲，梅艳芳，叶倩文，蔡琴，齐秦，周华健，李玟、陳慧嫻等改编或翻唱。專輯由歌林唱片發行。專輯製作人蔡宗政以此張專輯於1994年第6屆金曲獎中榮獲『最佳演唱專輯製作人獎』殊榮。

## 歌曲
1. 用心良苦 （香港電影《昨夜長風》國語主題曲）
2. 後悔
3. 親愛的Rosy
4. 因為是你   （凡人二重唱合唱）
5. 黃昏的心
6. 割心 （電影《旺角的天空》國語主題曲）
7. 情有獨鍾
8. 愛上了妳 愛上了癮
9. 留妳留的好苦
10. 我該疼妳一直到最後
11. 用心良苦（伴奏版）

## 所獲獎項
- 1994新加坡醉心金曲最佳作曲
- 新城勁爆頒獎禮國語歌曲銀獎
- 十大中文金曲頒獎音樂會優秀國語歌銅獎
- Channel_V中文TOP20榜中榜
- 《民生報》金曲龍虎榜國語排行榜第一名
- 1994年第6屆金曲獎最佳演唱專輯製作人獎：蔡宗政